# Ikigai

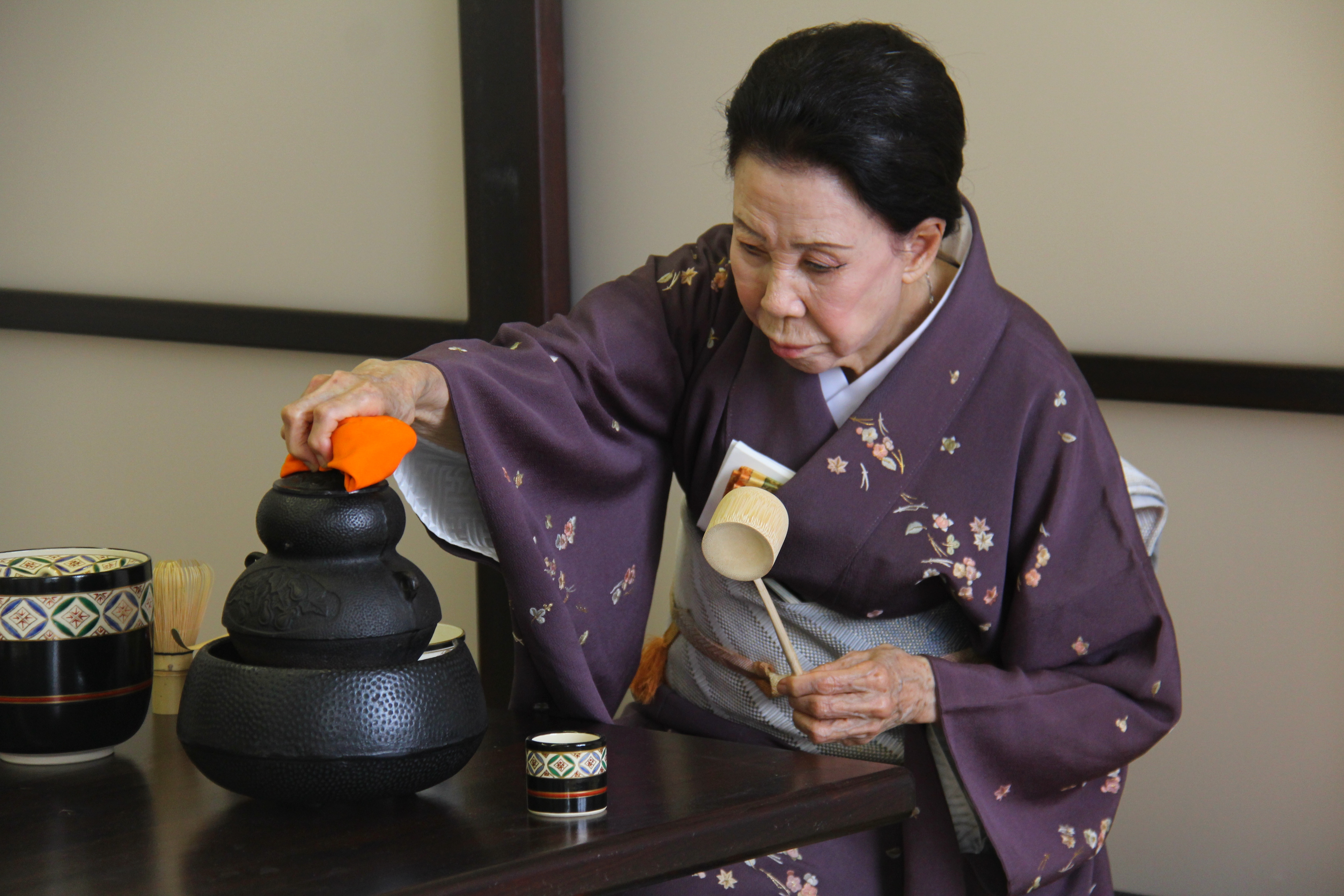
Utövare av japanska teceremonier beskrivs ibland uppleva ikigai under utövandet.

Ikigai (生き甲斐) är en japansk term som kan beskrivas som en motiverande kraft som ger en människas liv mening. Dock handlar det inte endast om att hitta det som gör att livet känns meningsfullt, utan också att hålla sig upptagen med detta. Intimt förknippat med livsmening är också flow, att göra en handling som försätter utövaren i ett närmast meditativt tillstånd, vilket är en väsentlig del av ikigai. Exempel på detta kan vara teceremonier eller arbetare som utför simpla sysslor men med exakthekt och precission på ett koreograferat vis. Något psykologen Csíkszentmihályi definierar som mikroflow.